# Trélex
Trélex är en ort och  kommun i distriktet Nyon i kantonen Vaud, Schweiz. Kommunen har 1 449 invånare (2023).